# Cacatua ducorpsii
La cacatúa de las Salomón (Cacatua ducorpsii) es una especie de ave de la familia de las cacatúas y miembro del género Cacatua. Es endémico de las islas Salomón. Posee un plumaje totalmente blanco. Con la parte inferior de la cresta amarilla y de alas y cola también. En la zona del cuello tiene un color anaranjado y la periferia del ojo es de color azul. Tiene un buen carácter, no es muy chillona y es muy cariñosa. 

## Crianza
La cacatúa de las Salomón anida en cavidades de árboles. Los huevos son blancos y generalmente hay dos en una nidada. Los huevos se incuban durante unos 25 días y los polluelos abandonan el nido unos 62 días después de la eclosión. Las aves silvestres suelen reproducirse de julio a septiembre.